# Llista d'espais naturals del País Valencià

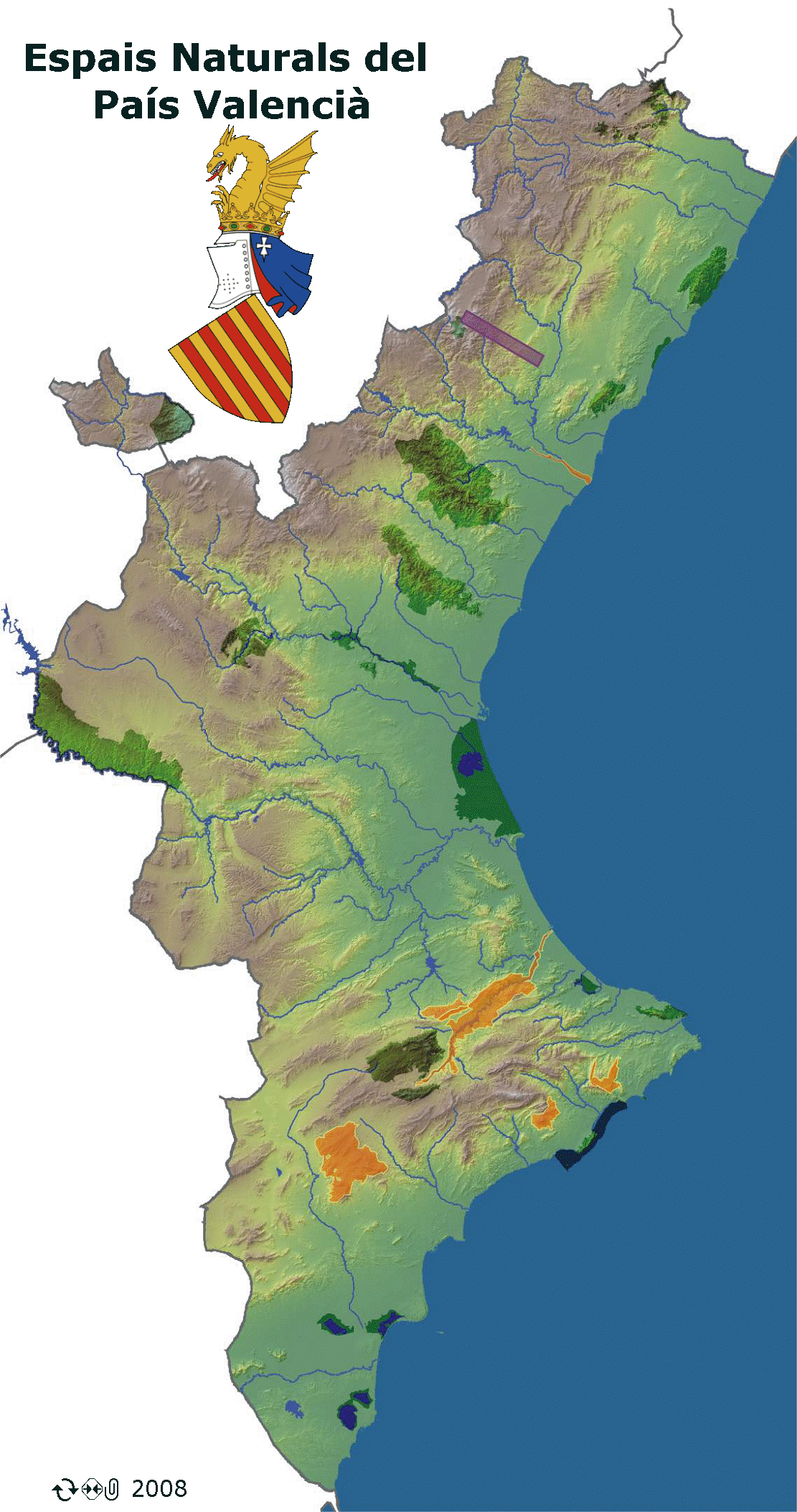
Espais naturals protegits el 2008
Parcs naturals
Paisatges protegits
Embassaments i zones humides

Llista d'espais naturals del País Valencià protegits per la Llei 11/1994 d'espais naturals protegits. S'inclouen en el règim general les categories de parc natural, paratge natural, paratge natural municipal, reserva natural, monument natural, lloc d'interés i paisatge protegit.
Són de règim especial a efectes de declaració, ordenació i gestió: Catàleg de Coves i Catàleg de Zones Humides. Les microreserves de flora i reserves de fauna que són figures de protecció sectorial d'espècies.
L'any 2010 la superfície total protegida era de 913.355,89 hectàrees terrestres, el 39% de la comunitat, i 64.614,86 hectàrees marítimes, considerant els espais protegits en règim general.
La llista es divideix per províncies i per figures especials de protecció:
- Espais naturals de règim general:
  - Llista d'espais naturals de la província de Castelló
  - Llista d'espais naturals de la província de València
  - Llista d'espais naturals de la província d'Alacant
- Microreserves de flora:
  - Llista de microreserves de flora de la província de Castelló
  - Llista de microreserves de flora de la província de València
  - Llista de microreserves de flora de la província d'Alacant
- Llista de coves catalogades del País Valencià
- Llista de zones humides del País Valencià